# Návrat (Glee)
Návrat (v anglickém originále Comeback) je třináctá epizoda druhé série amerického muzikálového seriálu Glee a celkově třicátá pátá epizoda. Scénář k ní napsal tvůrce seriálu, Ryan Murphy, režíroval ji Bradley Buecker a poprvé se vysílala 15. února 2011 na americkém televizním kanálu Fox. V této epizodě vedoucí sboru Will Schuester (Matthew Morrison) dovoluje trenérce roztleskávaček Sue Sylvester (Jane Lynch), aby se připojila ke sboru, protože se tak zmírní její deprese. Člen sboru Sam Evans (Chord Overstreet) vytváří kapelu vzdávající hold teenagerskému zpěvákovi Justinu Bieberovi, protože chce získat srdce Quinn Fabray (Dianna Agron). Později se k němu připojí i další mužští členové sboru, kromě hlavního zpěváka Finna (Cory Monteith), aby přezpívali Bieberovu "Somebody to Love" a ohromili své drahé polovičky.
Před vysíláním odmítl Ryan Murphy zvěsti, že by tento díl sloužil jako epizoda vzdávající hold Justinu Bieberovi a řekl že takové epizody jsou vyhrazeny pro umělce s rozsáhlými hudebními zkušenostmi. Epizoda získala od kritiků smíšené recenze, kteří ji nepovažovali jako špatnou ale ani jako výbornou. Kritici jako Bobby Hankinson z Houston Chronicle chválili estetiku Glee. Amy Reiter z The Los Angeles Times cítila, že epizoda postrádala svou podstatu. Dějová linka Sue, která se soustředila na její deprese a pokusy o sebevraždu, byla široce kritizována za svou nevhodnost. Další dějové linky získaly smíšené až pozitivní reakce. Považovali dějovou linku s Bieberem jako jednu z nejsilnějších. James Poniewozik z magazínu Time ji porovnal příznivě vzhledem k epizodě Síla Madonny, která sloužila jako pocta zpěvačce Madonně.
V epizodě se objevilo šest hudebních vystoupení, pět z nich bylo vydáno jako singly. V den vysílání epizodu sledovalo celkem 10,53 milionů amerických diváků. Na rozdíl od dějové linie byly hudební vystoupení přijaty u většiny kritiků s chválou. Podání Bieberových písní, které zpívali členové seriálu, bylo chváleno, stejně jako vokály Amber Riley a Ley Michele v duetu "Take Me or Leave Me" z muzikálu Rent a sebevědomí a vystoupení Ashley Fink s písní "I Know What Boys Like".

## Děj epizody
Poté, co tým roztleskávaček poprvé po sedmi letech prohraje v národní soutěži, trenérka Sue Sylvester (Jane Lynch) propadne depresím a přemýšlí o sebevraždě tím, že se "předávkuje" gumovými vitamíny. Její kolegyně, školní výchovná poradkyně Emma Pillsbury (Jayma Mays), navrhuje, že by se měla dočasně přidat ke školnímu sboru New Directions, aby se jí zlepšila nálada. Sue doufá, že vytvoří nesváry uvnitř skupiny a postaví proti sobě členky Mercedes Jones (Amber Riley) a Rachel Berry (Lea Michele). Její plán selže, když jejich vzájemný duet je výsledkem toho, že se ještě více spřátelí a začnou se vzájemně respektovat. Vedoucí sboru Will Schuester (Matthew Morrison) se snaží v Sue probudit dobro, a proto ji vezme do pediatrického oddělení dětí s rakovinou, kde spolu s pacienty zpívají "This Little Light of Mine".
Člen sboru Sam Evans (Chord Overstreet) si vytvoří sám ze sebe kapelu, která vzdává poctu teenagerskému zpěvákovi Justinu Bieberovi a nazve ji "The Justin Bieber Experience". Doufá, že tím získá zpět svou přítelkyni Quinn Fabray (Dianna Agron), kterou podezřívá ohledně jejích citů k jejímu bývalému příteli Finnovi (Cory Monteith). Sam ve sboru zpívá Bieberovu píseň "Baby" a věnuje ji Quinn; jeho vystoupení uchvátí také další dívky ve sboru. Někteří z mužských členů, Puck (Mark Salling), Artie (Kevin McHale) a Mike (Harry Shum mladší) jsou uneseni efektem, jaký to má na dívky a přesvědčí Sama, aby se k němu do kapely mohli přidat. Poté čtveřice vystoupí za dívčího obdivu v posluchárně s Bieberovou písní "Somebody to Love". Quinn odmítne Finna a vrací se k Samovi. Santana Lopez (Naya Rivera) ale Sama přesvědčí, že ho Quinn podváděla, proto se Sam s Quinn rozejde a místo toho začne chodit se Santanou.
Mezitím požádá Lauren Zizes (Ashley Fink) Pucka, aby ji pomohl s jejím prvním sólovým vystoupením ve sboru. S Puckovou pomocí zpívá "I Know What Boys Like" od The Waitresses a využívá trik, který ji naučil a spočívá v tom, že si pro více sebevědomí představuje obecenstvo ve spodním prádle. Později Sue navrhuje, že by sbor měl zpívat "Sing" od My Chemical Romance a že by ji měl předvést jako hymnu na následujícím regionálním kole. Píseň zkouší a je většinou členů dobře přijatá, ale Rachel navrhuje, že by si raději na soutěž měli složit vlastní píseň. Po týdnu Sue od New Directions odchází a odhaluje, že se stala vedoucí Aural Intensity, konkurenčního sboru na regionálním kole.

## Seznam písní
- "Baby"
- "Somebody to Love"
- "Take Me or Leave Me"
- "This Little Light of Mine"
- "I Know What Boys Like"
- "Sing"

## Hrají
| Dianna Agron     | Quinn Fabray          |
| Chris Colfer     | Kurt Hummel           |
| Jane Lynch       | Sue Sylvester         |
| Jayma Mays       | Emma Pillsburry       |
| Kevin McHale     | Artie Abrams          |
| Lea Michele      | Rachel Berry          |
| Cory Monteith    | Finn Hudson           |
| Heather Morris   | Brittany Pierce       |
| Matthew Morrison | William Schuester     |
| Mike O'Malley    | Burt Hummel           |
| Amber Riley      | Mercedes Jones        |
| Naya Rivera      | Santana Lopez         |
| Mark Salling     | Noah „Puck“ Puckerman |
| Jenna Ushkowitz  | Tina Cohen-Chang      |

## Natáčení

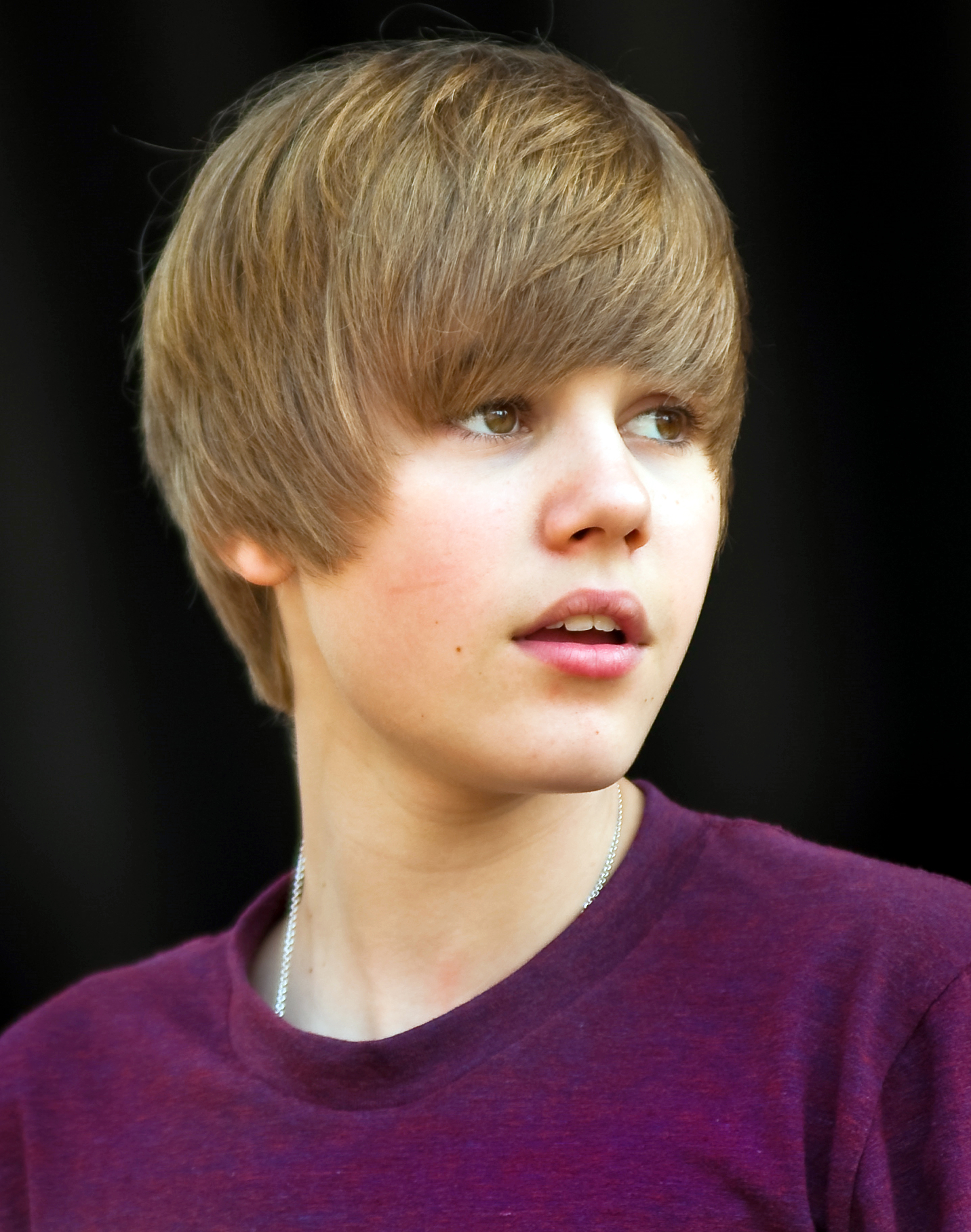
Bieber (na obrázku) byl "velmi poctěn", když seriál použil jeho písně v této epizodě

V lednu 2011 se začaly objevovat zvěsti, že Glee plánuje epizodu vzdávající poctu Justinu Bieberovi, stejně jako pro Madonnu v epizodě "Síla Madonny" nebo pro Britney Spears v epizodě Britney/Brittany. Tvůrce seriálu Ryan Murphy zvěsti označil za falešné a řekl, že tento typ epizod je pro umělce, kteří mají v hudebním průmyslu dlouholeté zkušenosti. Nicméně potvrdil, že se ve druhé sérii písně od Biebera objeví jako "malá část zápletky" a Sam Evans (Chord Overstreet) bude pomocí jeho písně chtít Quinn zpět. Na červeném koberci na vyhlášení Zlatých glóbů za rok 2011 členka obsazení Amber Riley potvrdila, pro MTV News, že se v jedné z nadcházejících epizod objeví Bieberovy písně "Baby" a "Somebody to Love" a že zpěvákovi se dostane podobná pocta jako Lady Gaga v epizodě Teatrálnost (pocta, ale nebude mu věnovaná celá epizoda). Bieber přes svou Facebookovou stránku napsal, že byl "opravdu poctěn", když si Glee vybrala pro coververze právě jeho písničky. Před vysíláním epizody spolu ještě Overstreet a Bieber komunikovali pomocí sociální sítě Twitter.
Mimo písní "Baby" a "Somebody to Love" se v epizodě objevily také coververze písní "I Know What Boys Like" od The Waitresses (zpívala ji Ashley Fink), "Take Me or Leave Me" z muzikálu Rent (zpívaly ji Lea Michele a Amber Riley), "Sing" od My Chemical Romance a akustické hudební číslo dětské písně "This Little Light of Mine". Scény na pediatrické onkologii se natáčely v losangeleském dětském léčebném centru pro rakovinu a krevní onemocnění, kde se vedle Matthewa Morrisona a Jane Lynch objevilo jedenáct skutečných pacientů. Bailey, zdravotní sestru na pediatrické klinice, ztvárnila Charlene Amoia, která v první sérii pracovala pro seriál ve zvukovém oddělení. V červnu 2011 označila objevení se v této epizodě jako její oblíbenou hostující roli v jakémkoli seriálu, kvůli práci s dětmi, které "ji tak dojaly". Řekla: "Byly ty nejvíce živé, energické děti. Bylo opravdu úžasné být součástí děje. Byla jsem opravdu vším dojata." Ačkoliv její role ze začátku neměla zahrnovat zpěv, nakonec byla součástí hudebního čísla "This Little Light of Mine". Vedlejší role, které se v epizodě objevily, byli Chord Overstreet jako Sam Evans, Iqbal Theba jako ředitel Figgins, Harry Shum mladší jako Mike Chang a Ashley Fink jako Lauren Zizes.